# Gulhakad taggstjärt
Gulhakad taggstjärt (Certhiaxis cinnamomeus) är en fågel i familjen ugnfåglar inom ordningen tättingar.

## Utseende och läte
Gulhakad taggstjärt är en liten och långstjärtad taggstjärt med roströd ovansida, vit undersida och vitt ögonbrynsstreck. Den gula hakan kan vara svår att se. Sången som vanligen ges i duett är ett ljudligt skallrande.

## Utbredning och systematik
Gulhakad taggstjärt delas in i åtta underarter med följande utbredning:
- Certhiaxis cinnamomeus cinnamomeus – förekommer från nordöstra Venezuela till Guyanaregionen, Trinidad, och nordöstra Brasilien
- Certhiaxis cinnamomeus fuscifrons – förekommer i norra Colombia (från Río Atrato till Santa Marta-regionen)
- Certhiaxis cinnamomeus marabinus – förekommer i nordöstra Colombia och nordvästra Venezuela
- Certhiaxis cinnamomeus valencianus – förekommer i västra centrala Venezuela
- Certhiaxis cinnamomeus orenocensis – förekommer i östra Venezuela (den lägre delen Orinoco-dalen)
- Certhiaxis cinnamomeus pallidus – förekommer längst ut i sydöstra Colombia och västra och centrala Amazonområdet i Brasilien
- Certhiaxis cinnamomeus cearensis – förekommer i östra Brasilien (södra Maranhão, Ceará, Piauí, Pernambuco och norra Bahia)
- Certhiaxis cinnamomeus russeolus – förekommer i östra Bolivia sydöstra Brasilien, Paraguay, norra Argentina och Uruguay

## Levnadssätt
Gulhakad taggstjärt hittas i våtmarker, kanter av mangroveträsk och fuktiga gräsmarker. Där ses den vanligen födosöka i par.

## Status och hot
Arten har ett stort utbredningsområde, men tros minska i antal, dock inte tillräckligt kraftigt för att den ska betraktas som hotad. Internationella naturvårdsunionen IUCN listar arten som livskraftig (LC).

## Bilder

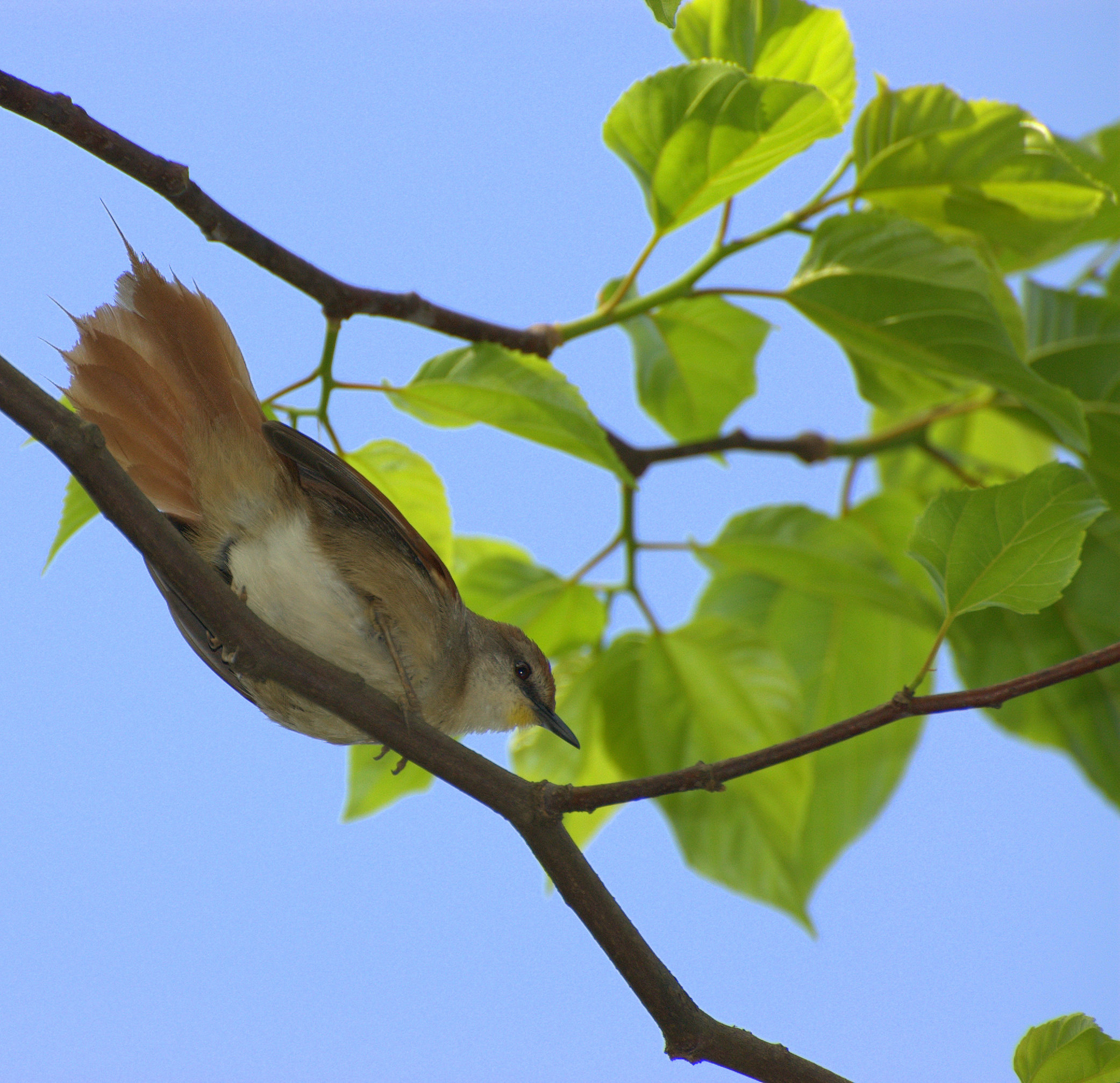
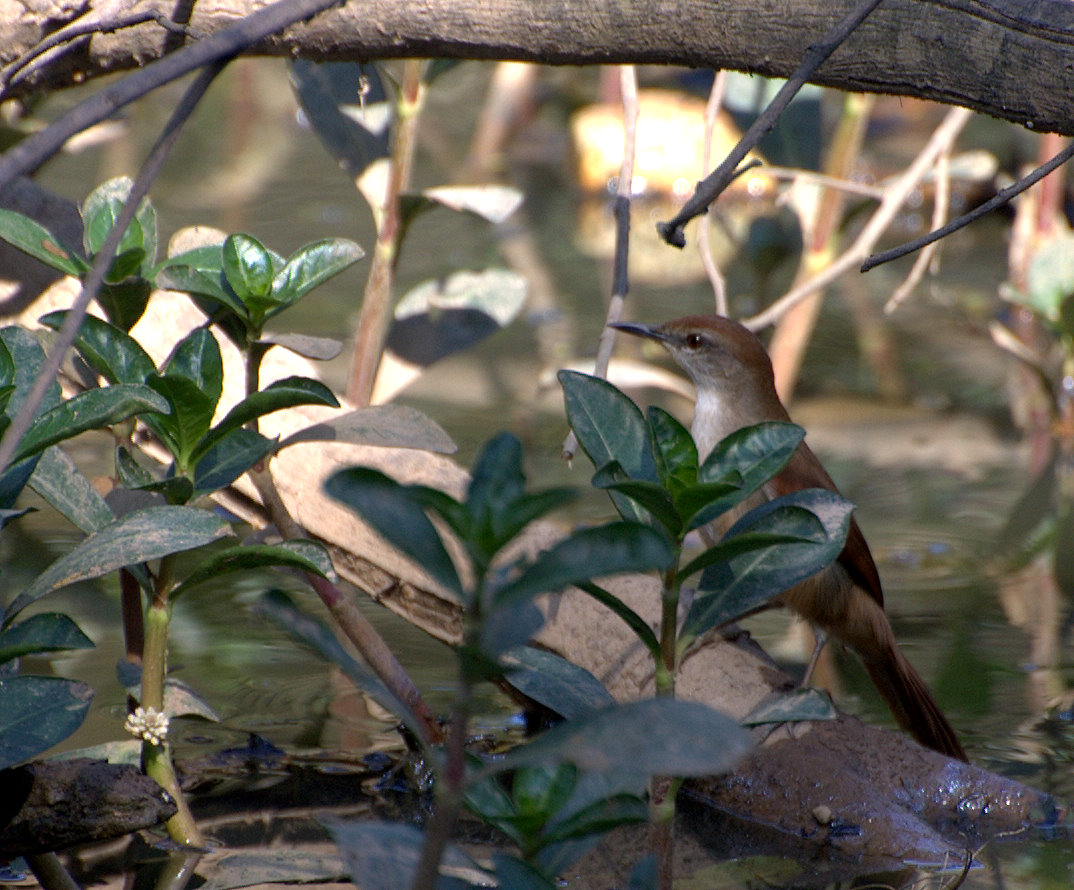